# Desa Singajaya (administrativ by i Indonesien, lat -6,47, long 107,05)
Desa Singajaya är en administrativ by i Indonesien.   Den ligger i provinsen Jawa Barat, i den västra delen av landet, 40 km sydost om huvudstaden Jakarta.